# Golf van de Farallones
De Golf van de Farallones is een baai van de Grote Oceaan voor de noordkust van de Amerikaanse staat Californië. Ze strekt zich westwaarts uit van de opening van de Baai van San Francisco en Drakes Bay naar de Faralloneilanden. Het grootste deel van de golf ligt binnen het zeereservaat Gulf of the Farallones National Marine Sanctuary, dat ongeveer 3.200 vierkante kilometer beschermt.

## Naam
Farallones komt van het Spaanse woord farallón dat zeeklif betekent en het slaat op de eilanden. Historische namen voor de golf zijn onder andere Bahia De Puerto De San Francisco, Ensenada De Los Farallones en La Bahia De Los Pinos.

## Gebruik
Belangrijke vaarroutes gaan via de golf naar de havens van San Francisco, Oakland en Richmond. Vroeger werd het gebied ook gebruikt als stortplaats voor baggerresten, industrieel afval, scheepswrakken en vaten met radioactief afval. Tussen 1946 en 1970 zijn er ruim 47.000 vaten met nucleair afval gedumpt, maar hun locatie was voor een groot deel onbekend, totdat men het in de jaren 90 in kaart heeft gebracht.